# Denise Bergon
 (août 2020).
Si vous disposez d'ouvrages ou d'articles de référence ou si vous connaissez des sites web de qualité traitant du thème abordé ici, merci de compléter l'article en donnant les références utiles à sa vérifiabilité et en les liant à la section « Notes et références ».
Denise Marie Justine Bergon (née le 6 avril 1912 à Capdenac-Gare et décédée le 4 février 2006 à Toulouse) est une religieuse catholique française qui a sauvé environ quatre-vingt-quinze réfugiés juifs dont 83 enfants à Capdenac-Gare pendant la Seconde Guerre mondiale,.
Le 13 mars 1980, l'institut Yad Vashem de Jérusalem décerne à Denise Bergon le titre de Juste parmi les nations.

## Biographie
À la demande de Jules Saliège, archevêque de Toulouse, sœur Denise Bergon, membre de la compagnie de Marie-Notre-Dame, abrite quatre-vingt-trois enfants juifs et onze adultes entre décembre 1942 et juillet 1944 au couvent Notre-Dame-de-Massip à Capdenac-Gare parmi lesquels :
- Annie Beck (15 ans en septembre 1942),
- Nati Michel Fréjer,
- Albert Seifer (8 ans) et sa sœur Berthe (12 ans) au début de l'été 1943,
- Hélène Oberman et son frère,
- Hélène Bach et sa sœur Irène.

La plupart ont reçu des faux papiers et un nom d'emprunt. 

## Distinctions
- Chevalier de la Légion d'honneur (1979)[3].
- Officier de l'ordre national du Mérite par décret du 10 novembre 1997[6].
- Chevalier de l'ordre des Palmes académiques[3].
- Médaille de la Reconnaissance française[3].
- Juste parmi les nations (1980)[4].

## Hommages
Au couvent Notre-Dame de Massip, une plaque a été dévoilée en 2000 : « En ce lieu, de décembre 1942 à juillet 1944, quatre-vingt-trois enfants juifs ont été sauvés de la barbarie nazie par Denise Bergon et Marguerite Roques, filles de Notre-Dame, et Mlle Louise Thèbes, à la demande de Mgr Saliège, archevêque de Toulouse, et de Mgr de Courrèges d'Ustou ».
À Villefranche-de-Rouergue le 20 octobre 2013, une salle de réunion de la sous-préfecture de Villefranche-de-Rouergue a été nommée salle Sœur-Denise-Bergon.